# Blastobasis huemeri
Blastobasis huemeri é uma espécie de mariposa do gênero Blastobasis pertencente à família Coleophoridae.